# Fingerstar
Fingerstar (Carex digitata), ofte skrevet finger-star, er et 10-30 cm højt halvgræs, der vokser på kalkholdig bund i bøgeskov.

## Beskrivelse
Fingerstar er en flerårig urt med grundstillede blade. Skuddene er korte og oprette ved blomstringen men forlænges og bøjes bueformet ned mod jordoverfladen ved frugtmodning.
Blomsterstandene fremkommer i bladhjørnerne og skudspidsen bliver ved med at producere blade år efter år. Herved afviger fingerstar i voksemåde (monopodial) fra alle andre danske arter af Star-slægten.
Blomsterstanden består af et enkelt hanaks og et par stilkede langstrakte hunaks, der bøjer udad fra blomsterstandens akse og giver den et fingeragtigt udseende. Frugthylstret er håret og har et fedtholdigt væv ved basis, hvilket gør den tiltrækkende for myrer.

## Udbredelse
Europa, Kaukasus samt (med underarten quadriflora) i Fjernøsten. I Danmark er den sjælden i Østjylland og på Øerne øst for Storebælt, og helt manglende fra det øvrige land.

## Habitat
Fingerstar findes på kalkoldig jordbund i løvskov, mest på stejle skrænter hvor førne ikke hobes op.
| Portal | Portal:Botanik |